# Jaume Esteve «Talaier»
Jaume Esteve (Andratx, segle xvii), de malnom «Talaier», va ser un bandejat mallorquí.

## Fets delictius
Va ser acusat d'haver enverinat Gabriel Jovera, torrer de la Torre de na Pòpia, a l'illa de la Dragonera. L'enverinament es va produir el 16 de juny de 1678, probablement a causa d'haver begut el torrer aiguardent d'una carabassa que li va dur Jaume Esteve a la mateixa torre.
En la nit del 31 de març de 1684, en Talaier va matar Jaume Bosch «Garbí» d'una arcabussada en el front, en ple carrer de la vila d'Andratx.

## Persecució
El 19 de juliol de 1689 va tirar una arcabussada del cementeri d'Andratx estant a l'oficial reial Gabriel Pujol «Vinent», que en resultà ferit. Tot va començar quan, per ordre del jutge del Pariatge, els oficials reials d'Andratx Gabriel Alemany «Vell» i Gabriel Pujol «Vinent», amb l'ajuda de Joan Estaràs i Jaume Taverner, venguts de Ciutat, encalçaren el bandejat per dins l'hort de la Rectoria i l'assetjaren dins el cementeri, amb la qual cosa s'encetà un intens intercanvi de dispars. En Talaier en va resultar indemne, però no així en Vinent, que va rebre perdigonades per tot el cos. Aleshores, el rector va obrir la porta de l'església al fugitiu, que es va refugiar en sagrat.

## El refugi en sagrat
Refugiat dins el temple durant dos anys, Jaume Esteve, armat d'una escopeta i dos arcabussos, sortia i recaptava pa i aliments per les possessions del terme. En aquesta situació mantenia la seva esposa i fills, a més de dos cans d'ajuda que tenia a disposició. De dalt del campanar, insultava la mare del rector; això va influir en el fet que les autoritats eclesiàstiques decidissin lliurar el pròfug a les autoritats. Amb aquesta finalitat, el 12 de juny de 1689, comparegueren el batle i algutzirs a l'església: reconegueren l'església, però no el trobaren enlloc. Finalment, el localitzaren darrere l'altar d'una capella, amagat dins una sepultura. Encadenat i engrillonat, va ser conduït a la torre de Sant Miquel de Ciutat. La Cúria del Pariatge li oferí la possibilitat d'anar a galeres perpètuament a canvi de renunciar a la immunitat eclesiàstica, cosa que acceptà de bon grat.